# 香港民主同盟
香港民主同盟（簡稱港同盟）於1990年4月23日成立，是由當時的太平山學會和當時部分香港民主民生協進會成員等一起創辦的民主派政黨。港同盟是香港第一個全港性政黨。

## 歷史
1990年香港民主同盟成立，成為香港第一個政黨。當時香港民主同盟成立最初並不是出於政黨組織的目的，而是醞釀一個選舉平台面對1991年的三級議會選舉（區議會、市政局及立法局部分議席首次直選在三月、五月及九月舉行），而且結集的是自六四事件後反對北京的中共政權血腥鎮壓的聲音，故此參與人士來自各方各界，除了在六四前已經參與政治的人士外，還包括在港的親國民黨人士（如吳惠祖、朱祖恩等人）以及不少反共的鄉事勢力，如前港進聯成員、沙田鄉事委員會副主席蔡根培在1991年也是以港同盟成員當選沙田田心選區區議員。
港同盟是當時香港的最大民主派政黨。港同盟是民主派中各派系聯合為參與選舉而造成，在追求民主同時以參與議會政治和民主選舉為目標。
港同盟1994年支持由香港總督彭定康提出的新九組政改方案。這因此與北京政府關係更惡劣。
1994年10月2日，港同盟和另一民主派政治團體匯點合併為民主党。

## 主席
- 李柱銘（1990－1994）

## 主要成員
- 李柱銘
- 司徒華（已故）
- 劉千石（2000年退黨， 後轉投建制派）
- 張文光
- 何俊仁
- 文世昌（已故）
- 李永達
- 陳偉業（2003年退黨，2006年轉投社民連，現為人民力量成員）
- 吳明欽（已故）
- 雷聲隆（已故）
- 劉江華（1993年另組公民力量，1998年轉投民建聯，曾為民政事務局局長）
- 黃匡忠
- 楊森
- 黃震遐
- 林鉅成